# آمادئو مودیلیانی
آمادئو کلمنته مودیلیانی (به ایتالیایی: Amedeo Clemente Modigliani) نقاش و مجسمه‌ساز برجسته یهودی‌تبار ایتالیایی بود. مودیلیانی بیشتر دوران کاری خود را در فرانسه گذراند. او قبل از رفتن به پاریس در سال ۱۹۰۶، تحصیلات هنری خود را در ایتالیا آغاز کرد. او کارش را با هنر فیگوراتیو آغاز کرد اما به زودی در هنر مدرن طبع آزمایی کرد. شاخصه آثار مدرن او چهره‌های ماسک مانند پرتره‌هایی بود که درازی و لاغریشان اغراق شده بود. او در پاریس از مرض مننژیت سلی که نتیجهٔ فقر، کار بیش از حد و افراط در مصرف الکل و مواد مخدر بود، در ۳۵ سالگی درگذشت.

## جوانی
آمادئو مودیلیانی ۱۲ ژوئیه ۱۸۸۴ در یک خانواده یهودی در شهر بندری لیورنو در توسکان متولد شد. لیورنو شلوغ‌ترین مرکز تجاری متمرکز دریانوردی و کشتی‌سازی بود، اما تاریخ این شهر گویای این است که لیورنو پناهگاهی بوده برای افرادی که به خاطر اعتقادات مذهبی شان مورد آزار و اذیت بوده‌اند. به همین جهت جمعیت یهودی قابل توجهی در لیورنو زندگی می‌کرده‌اند. جد مادری مودیلیانی نیز سلیمان گارسین یک یهودی بود که در قرن ۱۸ به عنوان پناهنده مذهبی به لیورنو مهاجرت کرده بود.

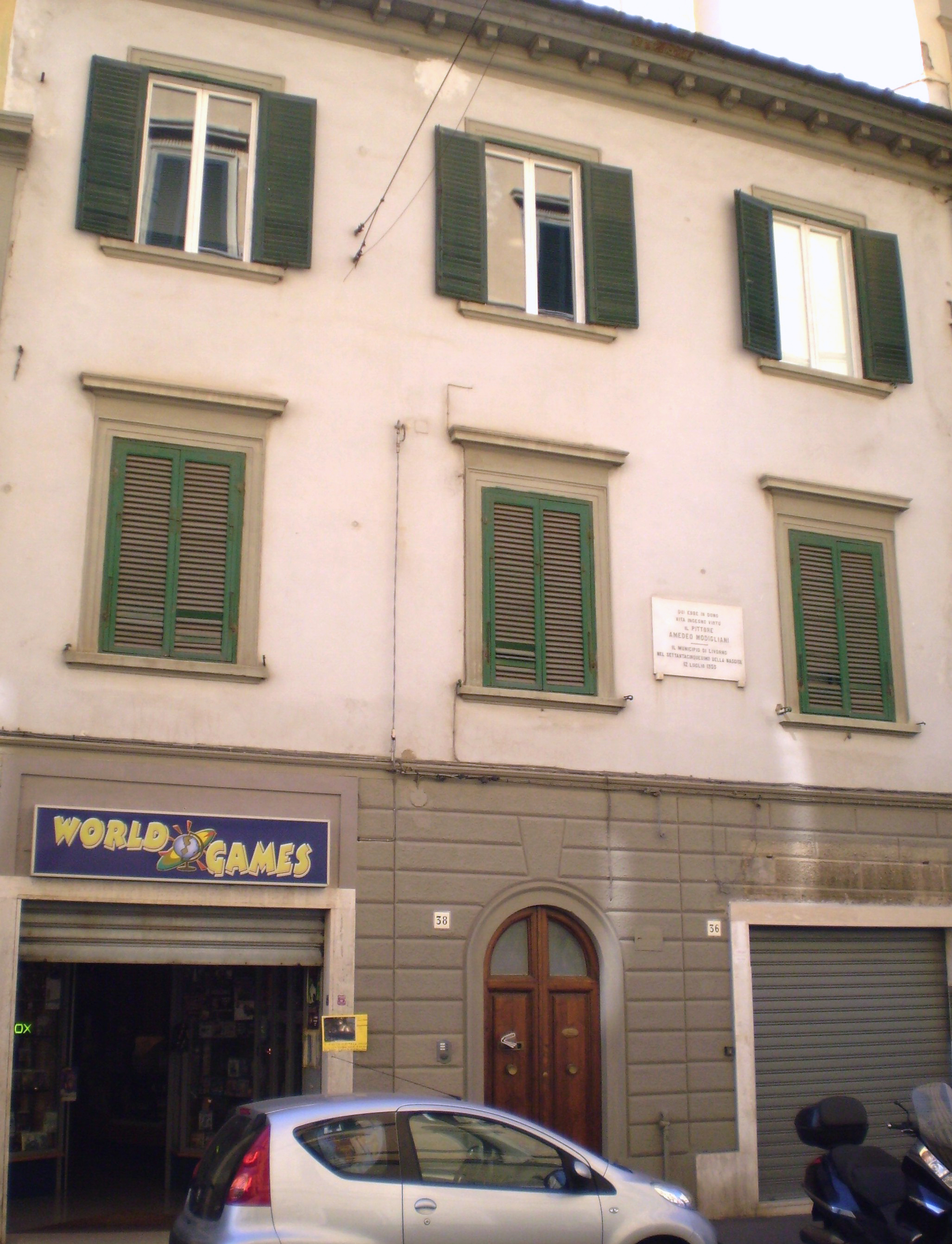
خانه محل تولد مودیلیانی در لیورنو

مودیلیانی فرزند فلامینیو مودیلیانی و همسرش یوجنیا گارسین بود. مادر مودیلیانی در مارسی به دنیا آمد و بزرگ شد. او از اعقاب خانواده‌ای از یهودیان سفاردیم بود که روشنفکری و حکمت در آن سابقه‌ای طولانی داشت. خانواده گارسین مردمانی تحصیل کرده بودند معمولاً به چند زبان صحبت می‌کردند و در مورد قوانین مذهبیشان اطلاعات کاملی داشتند. شجره این خانواده تا باروخ اسپینوزا فیلسوف هلندی قرن هفدهم قابل تعقیب است. ظاهراً شغل خانوادگی صرافی بود. مؤسسه صرافی آن‌ها در لیورنو، لندن، تونس و مارسی شعبه داشت. اوضاع اقتصادی خانواده دچار فراز و نشیب فراوانی بود.
فلامینیو مودیلیانی پدر آمادئو، از خانواده‌ای می‌آمد که تاجران و کارآفرینان موفقی را پرورش داده بود. خانواده مودیلیانی برخلاف گارسین‌ها چندان دغدغه فرهنگ نداشت. دغدغه آن‌ها تجارت و سرمایه‌گذاری بود، ثروت خانواده از استخراج معدن در ناحیه ساردنی در توسکانی و صادرات انواع سنگ معدن حاصل شده بود. هنگامی که دو خانواده نامزدی فرزندانشان را اعلام کردند، فلامینیو یک مهندس معدن ثروتمند و جوان بود که معدن خانوادگی در ساردنی و دارستان چند ده هزار جریبی خانواده را مدیریت می‌کرد. فلامینیو در مدیریت حرفه‌های جنگلداری و کشاورزی نیز توانمند بود. اما حرفه مودیلیانی در پی کاهش شدید قیمت فلزات به ورشکستی کشید. اینبار مادر خوش قریحه خانواده بود که از روابطش استفاده کرد تا مدرسه‌ای تأسیس کند. او با کمک دو خواهرش مدرسه را به یک مؤسسه فرهنگی سودآور تبدیل کرد.
مودیلیانی چهارمین فرزند خانواده بود او ارتباط نزدیکی با مادرش داشت. یوجینیا تا۱۰ سالگیِ آمادئو، در خانه به او درس می‌داد. او بعد از یک حملهٔ ورم ریه در سن ۱۱ سالگی با مشکلات مزاجی درگیر بود و بعدها دچار تب تیفویید نیز شد. وقتی آمادئو تقریباً ۱۶ ساله بود دوباره دچار ورم ریه شد. در این زمان او به سل دچار شد. عاقبت همین مرض جان او را گرفت. هر بار مادر او بود که با مراقبت‌های بسیار شدید او را از این مرحله نجات می‌داد. بعد از اینکه مودیلیانی از دومین زورآزمایی با ورم ریه پیروز بیرون آمد، مادرش او را ابتدا به سفری به جنوب ایتالیا برد: ناپل، کاپری، رم و امالفی. این سفر با دیدار از فلورانس و ونیز در شمال ایتالیا به پایان رسید.
مادر به طرق مختلف در انتخاب هنر به عنوان شغل حرفه‌ای آمادئو نقش داشت. وقتی که او ۱۱ سال داست مادرش در یادداشت‌های روزانه خود نوشت:
شخصیت کودک هنوز اینقدر شکل نایافته‌است که من نمی‌توانم بگویم در مورش چه فکر می‌کنم. او مانند یک کودک لوس رفتار می‌کند اما از هوش چیزی کم ندارد. باید منتظر ماند و دید درون این شفیره چیست. شاید یک هنرمند؟

## تحصیل هنر
مودیلیانی به عنوان کسی که خیلی زود نقاشی را شروع کرد، شناخته شده‌است، او خیلی زود خودش را «نقاش» می‌دانست، مادرش این را قبل از اینکه او هنر آموزی را به‌طور رسمی شروع کند نوشته. مادر معتقد بود هنر آموزی آمادئو بر سایر درس‌های او تأثیر خواهد داشت، با این وجود او به اشتیاق مودیلیانی جوان به مقوله هنر بهای فراوان می‌داد.

در ۱۴ سالگی آمادئو دچار تب حصبه‌ای بود. در هذیان‌های ناشی از تب او فراوان سخن می‌گفت. در آن وضعیت او بیشتر از هر چیز از رفتن به اوفیتزی و کاخ پیتی در فلورانس سخن می‌گفت. موزه محلی لیورنو آثار کمی از استادان بزرگ رنسانس ایتالیایی را در اختیار داشت این حقیقت در کنار داستان‌هایی که او در مورد آثار بزرگی که در فلورانس نگهداری می‌شد، شنیده بود، موجب اندوه فراوان او در دوران سخت بیماریش بود. او می‌پنداشت هرگز نخواهد توانست آن آثار را از نزدیک ببیند. مادر به او قول داده بود به محض که به محض بهبودی او را با خود به فلورانس ببرد. او نه تنها به قولش عمل کرد بلکه قبول کرد که او را برای آموزش نزد بهترین نقاش لیورنو گوگلیلمو می‌چلی (Guglielmo Micheli) نام‌نویسی کند.

### می‌چلی و گروه ماکیایولی
مودلیانی از سال ۱۸۹۸ تا ۱۹۰۰ در مدرسه هنری می‌چلی مشغول به یادگیری بود. در اینجا اولین کارهای هنری او در فضایی مملو از مطالعه و تمرین شکل و سبک هنر ایتالیایی قرن ۱۹، شکل گرفتند. اثر این نوع طراحی و آموخته‌هایش در مورد هنر دوران رنسانس در کارهای اولیه او در پاریس، دیده می‌شود. هنر شکوفای او در پاریس به همان نسبت از هنر رنسانس ایتالیا تأثیر پذیرفته بود که از آثار نقاشانی نظیر هنری تولوز لوترک و جیووانی بولدینی مودیلیانی در دوران کار با می‌چلی استعداد زیادی از خود نشان می‌داد. او تنها تحت فشار سل دست از تمرین کشید.
آمادئو در سال ۱۹۰۱، درحالی‌که در رم بود، به کارهای دومینیکو مورلی (Domenico Morelli) علاقه‌مند شد. مورلی نقاش ملودراماتیکی بود که عمدتاً برای کتب مقدس و آثار فاخر ادبی تصویرسازی می‌کرد. احتمالاً آشنایی با کارهای مورلی و خود او باید مودیلیانی را شوکه کرده باشد. تناقض اینجا بود که مورلی الهام بخش گروهی از نقاشان بود که بعدها با نام ماکیایولی شناخته شدند؛ نقاشانی هنجارشکن و سنت ستیز که نامشان را از ماکیا -به معنای تقریبی لکه رنگ- وام گرفته بودند. مودیلیانی به وضوح در معرض تأثیرات ماکیایولی‌ها قرار داشت. ماکیایولی‌ها جنبش محلی کوچکی در منظره‌سازی به راه انداخته بودند تا واکنشی به شیوه نقاشی آکادمیک هنرمندان بورژوا نشان دهند. ماکیایولی‌ها با امپرسیونیست‌های فرانسوی همفکر و حتی به لحاظ تاریخی بر ایشان مقدم بودند اما هرگز موفق نشدند آن تأثیر گسترده‌ای را به وجود بیاورند که پیروان کلود مونه بر هنر بین‌المللی داشتند. امروزه در خارج از ایتالیا کمتر نامی از ماکیایولی برده می‌شود.
ارتباط او با این گروه از طریق اولین استادش یعنی می‌چلی به وجود آمد. می‌چلی نه تنها خودش عضو این گروه بود بلکه شاگرد جووانی فاتوری، بنیان‌گذار جنبش ماکیایولی نیز بود.
اما، به هرحال، کارهای می‌چلی بسیار معمولی و به لحاظ سبک به شدت متداول بود که مودیلیانی جوان ضد او عکس‌العمل نشان داد. او ترجیح داد شیفتگی استادش به نقاشی منظره-که نظیر امپرسیونیسم فرانسوی مشخصه اصلی سبک ماکیایولی بود- را نادیده بگیرد. می‌چلی شاگردانش تشویق می‌کرد تا در فضای باز نقاشی بکشند، اما مودیلیانی اشتیاقی برای این شیوه کار کردن نداشت. او در کافه‌ها طرح می‌زد اما بیشتر ترجیح می‌داد در استودیوی خودش کار کند. مودیلیانی حتی زمانی که مجبور بود نقاشی منظره بکشد (سه اثر منظره موجود است) بیشتر از کوبیسم‌های اولیه الگو می‌گرفت. نتیجه بیشتر به کارهای سزان شبیه بود تا می‌چلی.
زمانی که مودیلیانی هنوز شاگرد می‌چلی بود علاوه بر نقاشی منظره نقاشی پرتره، طبیعت بیجان، و نقاشی مدل‌های برهنه را تمرین کرده بود. او در طراحی پیکر برهنه استعداد خاصی داشت.
با وجود دوری او از سبک ماکیایولی، مودیلیانی به استادش علاقه داشت و او را ابرمرد خطاب می‌کرد. این اسم خودمانی نشان می‌داد که او نه تنها در هنر زبردست بود بلکه بیشتر اوقات عادت داشت از کتاب چنین گفت زرتشت نیچه نقل قول کند. اغلب اوقات، فاتوری خلاقیت این شاگرد جوان را تأیید می‌کرد و می‌ستود.
در ۱۹۰۲ او در پی علاقه شدیدش به اندام نگاری، در دانشکده هنرهای زیبای فلورانس در فلورانس ثبت نام کرد تا در مدرسه آزاد مطالعات مدل برهنه (Scuola Libera di Nudo) دوره ببیند. یک سال بعد درحالی‌که هنوز از سل رنج می‌برد به ونیز رفت و این بار در مؤسسهٔ هنرهای زیبا (Istituto di Belle Arti) ثبت نام کرد.
او در ونیز برای اولین بار حشیش مصرف کرد و به جای درس خواندن بیشتر وقتش را در محله‌های بدنام سپری می‌کرد. تأثیر این سبک زندگی بر روی سبک هنری در حال رشد او قابل پیش‌بینی است، هرچند به نظر می‌رسد این انتخاب سبک زندگی تنها ناشی از عصیانگری جوانی یا لذت گرایی (Hedonism) کلیشه‌ای یا حتی سبک زندگی بوهمی که از هنرمندان آن دوران انتظار می‌رفت نبود. به نظر می‌رسد جستجوی او برای یافتن وجه تباه شده زندگی، ریشه در اعتقاد او به فلسفه‌های رادیکال دارد. نقش تفکرات نیچه در این زمینه قابل تأمل است.

### تأثیرپذیری از ادبیات
مودیلیانی از دوران نوجوانی تحت آموزش‌های پدربزرگ مادری اش، اسحاق گارسین، با ادبیات فاخر فلسفی آشنا بود. آمادئو در ادامه مسیر هنریش نیز به مطالعه آثار نویسندگانی نظیر نیچه، شارل بودلر، کاردوچی، لوتریامون و دیگران پرداخت. او از مجموعه مطالعاتش به این عقیده رسید که راه رسیدن به حقیقت خلاقیت پیروی از بی قاعدگی و بی نظمی می‌گذرد.
در ۱۹۰۱ آمادئو از کاپری به دوستش اسکار گی لیا (Oscar Ghiglia) نامه‌ای نوشت که عمق تأثیرپذیری او از نیچه را نشان می‌دهد. او در این نامه به دوستش نصیحت می‌کند: «همه چیز را مقدس بدار که آگاهی تو را متعالی خواهد کرد.. و در طلب آن باش که این عقاید پربرکت را در خویش زنده و همیشگی کنی.. زیرا که می‌توانند آگاهی تو را به نهایت قدرت خلاقیت برسانند.»
در این دوره آثار لوتریامون به اندازه نیچه بر او تأثیرگذار بود. شعر شاهکار لوتریامون به نام نغمه‌های مالدورور بذر آثار سورئالیستهای پاریسی معاصر مودیلیانی را کاشت. این کتاب به کتاب مورد علاقه مودیلیانی تبدیل شد، او این کتاب را از برداشت. مشخصه اشعار لوتریامون ترکیب کردن عناصر تخیلی و تصویرسازی‌های سادخویانه است. مودیلیانی در آغاز جوانی مفتون این کتاب بود و این حقیقت به خوبی ذائقه هنری در حال شد او را معرفی می‌کند.
در آن دوران هنرمندان جوان مجذوب بودلر و دانونزیو این هر دو شاعر در آثار خود به زیبایی‌های تباه شده می‌پرداختند. ابزار بیان شاعرانه در آثار ایشان از طریق خلق تصویرهای نمادگرایانه بود.
هنگامی که مودیلیانی دوران نقاهتش را در کاپری می‌گذراند، در نامه‌ای برای اسکار گی لیا نوشت، این تأثیرپذیری را به تفصیل شرح می‌دهد. این نامه‌ها محکی بود که به جا انداختن ایده‌های خام و در حال شکل‌گیری مودیلیانی کمک می‌کرد. گی لیا هفت سال از آمادئو بزرگتر بود، این‌طور به نظر می‌رسد که او به مودیلیانی جوان محدودیت سطح فکری اش را گوش زد می‌کرده‌است. مثل سایر نوجوانان پیش رس، مودیلیانی به معاشرت با افراد بزرگتر از خودش علاقه نشان می‌داد. در رابطه بین این دو، درحالی‌که مودیلیانی در تلاش بود خودش را پیدا کند، گی لیا نقش گوش همیشه شنوا را داشت. عمده این رابطه از طریق نامه نگاری‌های مفصل این دو ادامه داشت.

## پاریس

### ورود

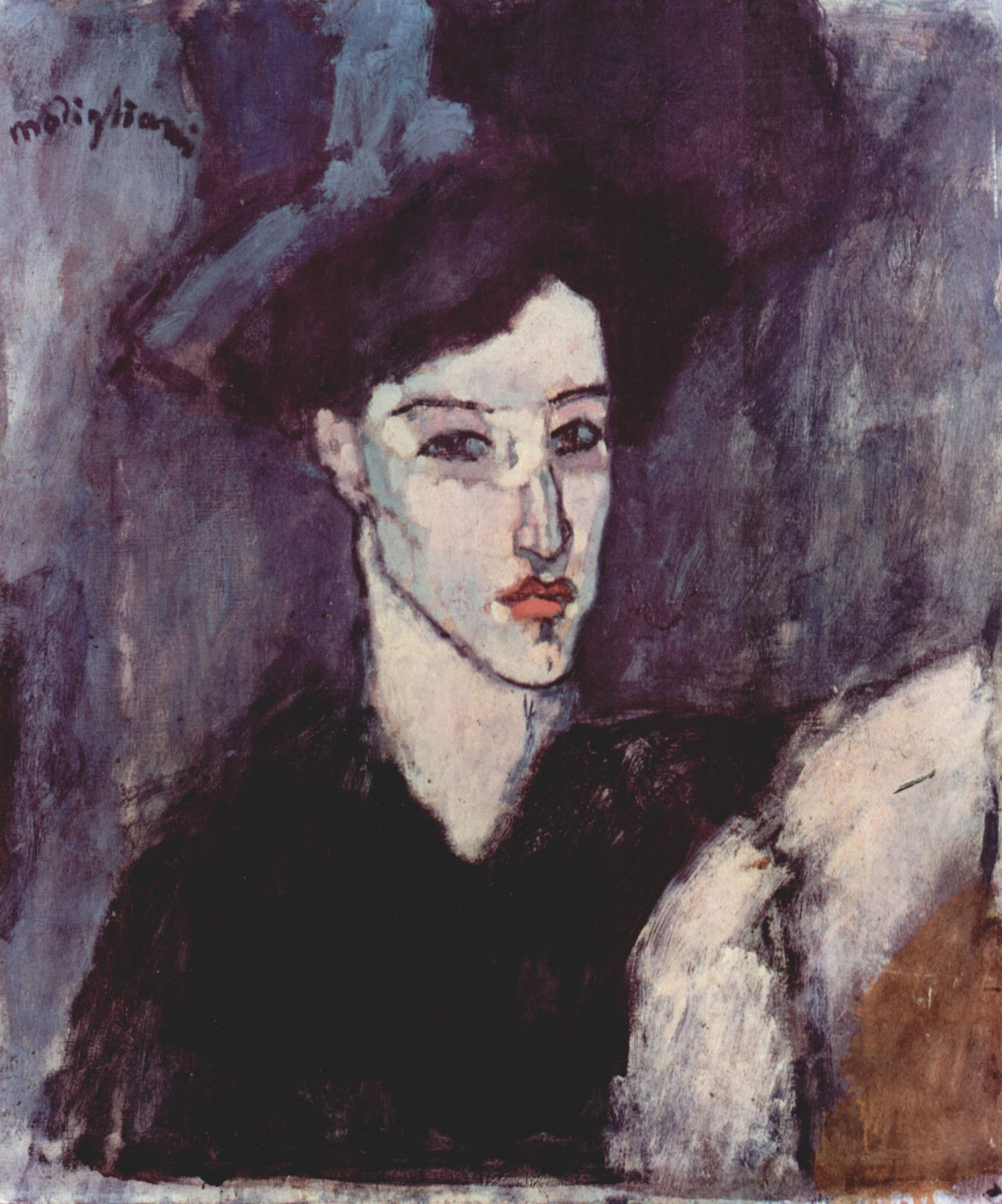
پرتره، مودیلیانی، ۱۹۰۸

در ۱۹۰۶ مودیلیانی به پاریس، کانون هنر و ادبیات پیشرو وارد شد. در حقیقت ورود او به پاریس با ورود دو خارجی دیگر هم‌زمان است که رد پای خود را در جهان هنر به جا گذاشتند: جینو سورینی و خوان گری. مودیلیانی در بتو-لووآر در مون مارتر ساکن شد. او یک کارگاه هم در ری کولانکور (Rue Caulaincourt) اجاره کرد. در آکادمی کولاروسی به طراحی بدن‌های برهنه مشغول بود. اشاره شده که او هنگام دیدار با پیکاسو گفته بود این بود اینکه این مرد نابغه است عذری برای سر و وضع ژولیده او نمی‌شود. پیکاسو در آن زمان به عنوان لباس کار، لباس کارگری می‌پوشید؛ این نحوه لباس پوشیدن در آن دوره وجه مشخصه پیکاسو بود.

### تحول
بعد از یک سال زندگی در پاریس رفتار و شهرت او به شکل چشمگیری تغییر یافت. او از یک هنرآموز شیک به یک ولگرد تبدیل شده بود. شاعر و روزنامه‌نگار لوییز لاتورت (Louis Latourette) که قبلاً از کارگاه او بازدید کرده بود، متوجه زیر و رو شدن کارگاه شد. آثار دوران رنسانس از دیوارها برداشته شده بود و همه چیز وضع آشفته‌ای داشت. در این زمان مودیلیانی به الکل و

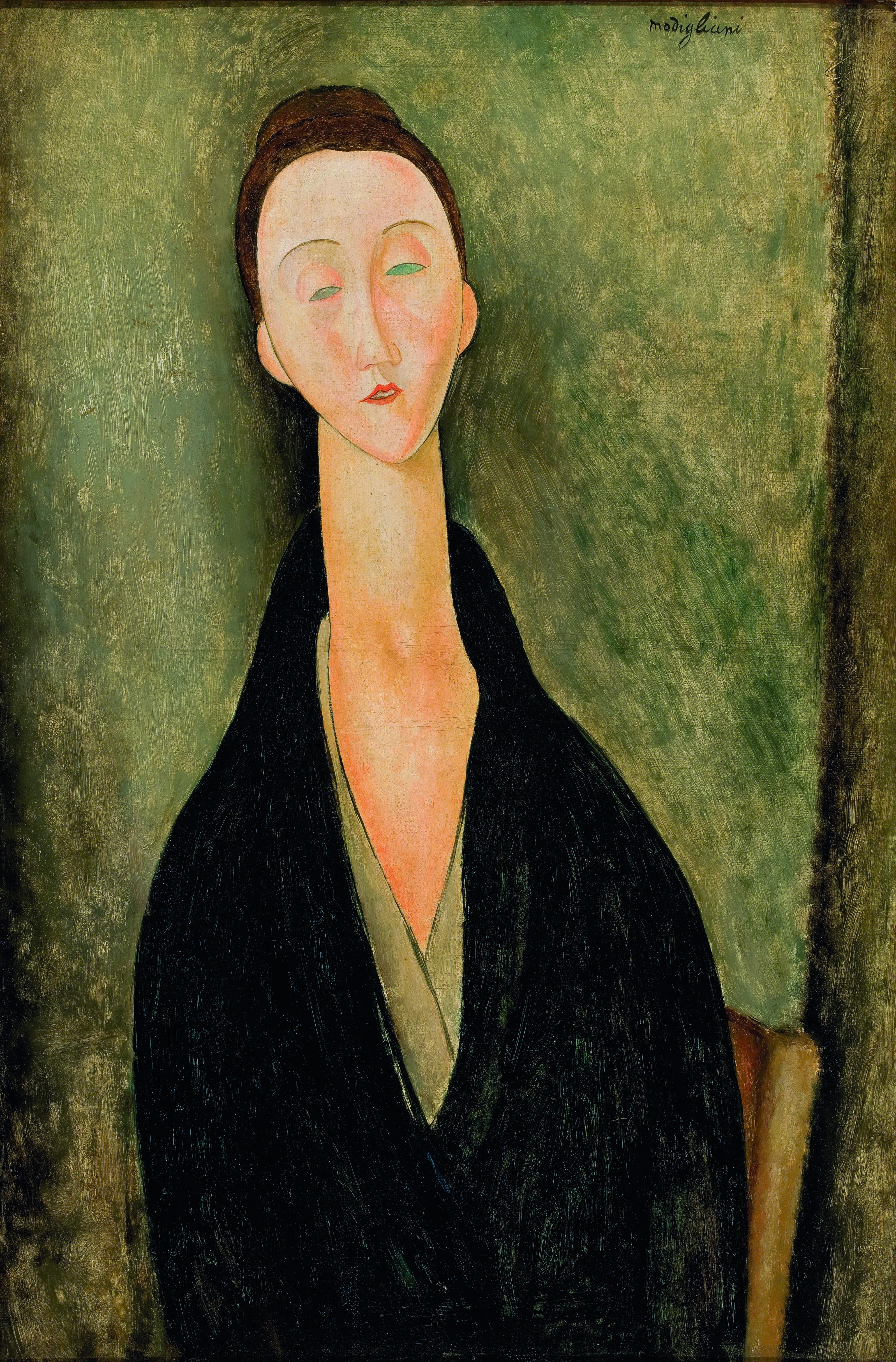
پرتره آنکا زبروسکا، مودیلیانی، ۱۹۱۸

مواد مخدر معتاد بود، این امر در ظاهر کارگاه هم تأثیر گذاشته بود. رفتار مودیلیانی در این دوره بر شکل‌گیری سبک هنری او سایه انداخته بود. در این میان کارگاه مودیلیانی قربانی نفرت وی از هنر آکادمیک شد. او زندگیش را از این نقطه به بعد تغییر داد. او نه تنها تمام نشانه‌های فرهنگ بورژوازی را از کارگاهش برداشت بلکه تصمیم گرفت بسیاری از کارهای اولیه‌اش را از بین ببرد. انگیزه این نفرت از گذشته خود اثر یک دوره تفکرات عمیق است. از هنگام ورود به پاریس، مودیلیانی آگاهانه شخصیتی مضحک از خود ارائه می‌داد. به این ترتیب او زمینه‌ای فراهم آورد تا همه او را به عنوان یک الکلی مأیوس و معتادی که از مصرف مواد مخدر سیر نمی‌شود بشناسند. شاید این میزان مصرف مشروب و مواد مخدر راهی بود که او عوارض ابتلا به سل را از آشنایانش پنهان کند. عده کمی شرایط او را می‌دانستند. سل -که تا سال ۱۹۰۰ مهم‌ترین عامل مرگ و میر در پاریس بود- به شدت مسری بود، درمان نداشت. مسلولین معمولاً از اجتماع طرد می‌شدند، اغلب در ترس مدام زندگی می‌کردند یا مورد ترحم بقیه قرار می‌گرفتند. مصرف الکل و مواد مخدر، تجویز شخصی مودیلیانی برای تسکین دردهای بدنیش بود. به این ترتیب او می‌توانست ظاهر شادابی داشته باشد و حرفه‌اش به عنوان یک هنرمند را ادامه دهد.
اعتیاد مودیلیانی از ۱۹۱۴ به بعد شدیدتر شد. پس از سال‌ها قدرت و ضعف بیماری، در همین دوران بود که سل در مودیلیانی بدتر شد. این هشدار می‌داد که بیماری به مرحله جدید و خطرناکی وارد شده‌است.
او با هنرمندانی نظیر اوتریلو و سوتین معاشرت می‌کرد تا در میان سایر هنرمندان مقبولیت پیدا کند. سبک زندگی مودیلیانی حتی در میان سبک زندگی بوهمین هنرمندان پیرامون او نیز جلب توجه می‌کرد: او روابط عشقی موازی متعددی داشت، به شدت الکلی بود و حشیش و افسنتین مصرف می‌کرد. مودیلیانی گاه به هنگام مستی در جمع لخت می‌شد. او تبدیل به نمونه کاملی از یک هنرمند تراژیک شده بود، افسانه او پس از مرگ تقریباً به اندازه زندگی ونسان ون گوگ معروف شد. در ۱۹۲۰، هنگامی که سوگواری برای حرفه و استعداد مودیلیانی آغاز شده بود و آندره سالمون نظراتش را _این که مایه اصلی خلقت آثار مودیلیانی از مصرف مواد مخدر و مشروب به دست می‌آید _ منتشر کرده بود؛ عده‌ای که امیدوار بودند موفقیت‌های هنری او را تکرار کنند، سعی کردند سبک زندگی او را با گام گذاشتن در مسیر استفاده از مواد مخدر و افراط غیرمتعارف در نوشیدن تقلید کنند. سالمون – اشتباهاً – ادعا می‌کرد که مودیلیانی وقتی مست نیست از یک هنرمند خیابانی چیزی بیشتر ندارد: «از روزی که او خودش را در نوع خاصی از عیاشی محصور کرد، ناگاه نوری که هنر او را تغییر داد، بر او تابید. از آن روز به بعد او تبدیل به هنرمندی شد که باید جزو استادان زنده هنر به حساب آید». چنین تبلیغاتی برای عده‌ای که تمایل رمانتیکی داشتند که به عنوان هنرمند تراژیک شناخته شوند، به عنوان سوت آغاز مسابقه تقلید سبک زندگی مودیلیانی عمل کرد. اما در حقیقت عادات مودیلیانی نتوانستند در هنرمندانی که بینش و تکنیک لازم در کارشان نداشتند، چنین کیفیت‌هایی خلق کنند.
در حقیقت، تاریخ نویسان هنر، معتقدند که مودیلیانی اگر در عیاشی افراط نمی‌کرد، می‌توانست به مراحل عالی و بالاتر هنری برسد. تنها می‌توان تصور کرد مودیلیانی چه موفقیتی به‌دست می‌آورد اگر خود- ویرانگری را کنار می‌گذاشت.

### دستاورد

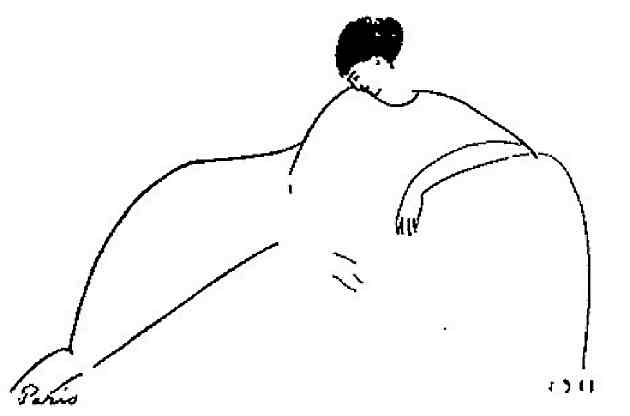
آنا (طرحی از آنا آخماتووا)، مودیلیانی، ۱۹۱۱

مودیلیانی در سال‌های ابتدایی حضور در پاریس، با ضرباهنگ سریعی کار می‌کرد، مدام طرح می‌زد و روزی تا صد نقاشی می‌کشید. بسیاری از کارهایش را خودش به سبب ضعیف بودن نابود کرد، بسیاری آثار در پی جا به جایی‌های مدام از بین رفتند یا در آدرس قبلی جا ماندند یا به معشوقه‌هایی داده شد که آن‌ها را نگه نداشتند. مودیلیانی ابتدا تحت تأثیر آثار هانری تولوز لوترک بود، ولی در سال‌های ۱۹۰۷ او شیفته کارهای پل سزان شد. سرانجام او سبک مخصوص به خودش را به وجود آورد، سبکی که به سختی در کنار کارهای سایر هنرمندان طبقه‌بندی می‌شود.
آمادئو در سال ۱۹۱۰ و در ۲۶ سالگی با اولین عشق جدی زندگی اش آشنا شد: آنا آخماتووا شاعر برجسته روس. هر دوی آن‌ها در یک ساختمان کارگاه داشتند و با اینکه آنای ۲۱ ساله به تازگی ازدواج کرده بود، رابطه‌ای بین آن‌ها شکل گرفت. هرچند در نهایت آنا بعد از یکسال به شوهر خویش بازگشت.

## مجسمه‌سازی
در ۱۹۰۹ مودیلیانی مریض و خسته از شیوه زندگی اش به خانه، یعنی لیورنو رفت. بزودی او دوباره در پاریس بود و اینبار کارگاهی در مونپارناس کرایه کرد. او خودش را در اصل یک مجسمه‌ساز می‌دانست تا نقاش و حالا علاقه‌مند بود تا با نگاهی به کارهای (Paul Guillaume) مجسمه‌سازی کند. یک دلال مشتاق آثار هنری هم به کارهای او علاقه‌مند شد و او را به کنستانتین برانکوزی مجسمه‌ساز معرفی کرد. اگرچه یک سری از مجسمه‌های مودیلیانی در مسابقه سالن پاییز سال ۱۹۱۲ شرکت داده شدند، اما از ۱۹۱۴ او مجسمه‌سازی را کنار گذاشت و تنها روی نقاشی متمرکز شد. بر اثر جنگ تهیه مواد لازم برای مجسمه‌سازی مشکل شده بود و از سوی دیگر ضعف شدید بدنی اجازه مجسمه‌سازی را به او نمی‌داد.
در جون ۲۰۱۰، تته (Tête) یکی از ۲۷ مجسمه شناخته شده‌ای که از مودلیانی به جا مانده‌است، در حراج کریستی پاریس به قیمت ۵۲٫۶ میلیون دلار فروخته شد. تته بین گرانترین مجسمه‌های خریداری شده در مکان چهارم قرار دارد. در کارهای مودیلیانی اثرپذیری او از هنر آفریقا و کامبوج قابل مشاهده است. ممکن است نمونه‌هایی از این هنرهای بومی خارجی را در موزه له اوم (de l'Homme) دیده باشد. اما سبکی که او خلق کرده بود تنها نتیجه محصور بودن او در مطالعات مجسمه‌سازی قرون وسطی در دوران تحصیلش در ایتالیا است. (هیچ سندی از مودیلیانی، مثل پیکاسو یا بقیه، مبنی بر اینکه او تحت تأثیر هنرهای قومی یا مجسمه‌ساز خاصی بوده، در دست نیست). البته علاقه مودیلیانی به اقوام آفریقایی را در بعضی از نقاشی‌هایش قابل ملاحظه است. هم در نقاشی‌های و هم در مجسمه‌های مودیلیانی صورتها یادآور حجاری‌ها و نقاشی‌هایی است که از مصر باستان به جا مانده‌است: صورت‌های صاف و ماسک مانند، چشم‌های بادامی، لب‌های غنچه، بینی‌های کج و گردن‌های کشیده. این مشخصات در مجسمه‌های قرون وسطی نیز قابل مشاهده است.

## سال‌های جنگ

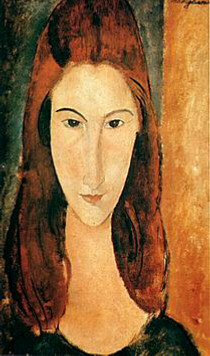
پرتره ژن ایبوترن، مودیلیانی، ۱۹۱۹

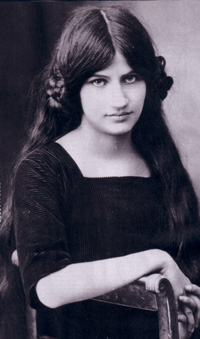
پرتره ژن ایبوترن، عکاس و تاریخ نامعلوم

پاریسی‌ها او را مودی صدا می‌زدند (maudit لغت فرانسوی به معنای نفرین شده) و دوستان و خانواده او را ددو (dedo) می‌نامیدند. مودیلیانی خوش قیافه بود و توجه زنان زیادی را به خود جلب می‌کرد.
زن‌ها در زندگی او می‌رفتند و می‌آمدند تا زمانی که بئاتریس هستینگز وارد زندگیش شد. او برای دو سال کنار مودیلیانی ماند. بئاتریس که سوژه بسیاری از نقاشی‌های آمادئو بود، مثل مادام پمپادور - بعدتر باعث مشروبخواری‌های او از سر عجز و ناتوانی شد.
هنگامی که نقاش انگلیسی (Nina Hamnett) در ۱۹۱۴ به مونپارناس وارد شد، در اولین روز حضورش مرد خندان میز کناری در کافه خودش را «مودیلیانی؛ نقاش و یهودی» معرفی کرد.
در ۱۹۱۶ او با شاعر و فروشنده آثار هنری لهستانی، لئوپولد زبروسکی (Léopold Zborowski) و همسرش آنکا دوست بود.

## ژان
در تابستان همان سال، مجسمه‌ساز روسی چنا اورلوف مودیلیانی را به هنرآموز زیبا و ۱۹ ساله‌ای به نام ژن ایبوترن معرفی کرد که مدل کارهای تسوگوهارو فوجیتا بود. ژان از یک خانواده کاتولیک سنتی و بورژوا بود. خانواده خیلی زود او را به خاطر رابطه نامشروع با نقاشی که یک یهودی هرزه می‌دانستند، طرد کردند اما ژان با وجود نارضایتی خانواده‌اش، خیلی زود به خانه مودیلیانی نقل مکان کرد. در سوم دسامبر ۱۹۱۷ اولین نمایشگاه تک نفره مودیلیانی در گالری برث ویل (Berthe Weill Gallery) افتتاح شد. رئیس پلیس پاریس نمایش پیکره‌های عریان مودیلیانی را بی آبرویی دانست و تنها چند ساعت پس از گشایش نمایشگاه دستور به تعطیلی آن داد. بعد از اینکه مودیلیانی و ژان به نیس نقل مکان کردند، ژان باردار شد و دختری به دنیا آورد که او را هم ژان (۱۹۸۴–۱۹۱۸) نام نهادند.

## شهر نیس
لئوپولد زبروسکی سفری به نیس ترتیب داد، در این سفر مودیلیانی و چند نقاش دیگر سعی کردند آثار خود را به جهانگردان پولدار بفروشند. مودیلیانی توانست تعداد محدودی از کارهایش را در ازای هر کدام تنها چند فرانک بفروشد. با این حال، در همین دوران بود که او توانست بهترین آثار خود را خلق کند. آثاری که بعدها محبوب‌ترین و با ارزش‌ترین کارهای مودیلیانی شدند. او در طول زندگیش، شماری از کارهایش را فروخت اما قیمت هیچ‌کدام رقم قابل توجهی نبود. هر میزان سرمایه‌ای هم که از راه فروش آثار به دست آمد به زودی بخاطر عادات زندگی مودیلیانی از دست رفت. در می ۱۹۱۹ مودیلیانی به همراه ژان و دخترشان به پاریس بازگشتند.

## مرگ
اگرچه مودیلیانی کماکان به نقاشی ادامه می‌داد اما وضع سلامتیش به سرعت رو به وخامت می‌رفت، حالا بیشتر پیش می‌آمد که او بر اثر نوشیدن بیش از حد الکل بیهوش شود.

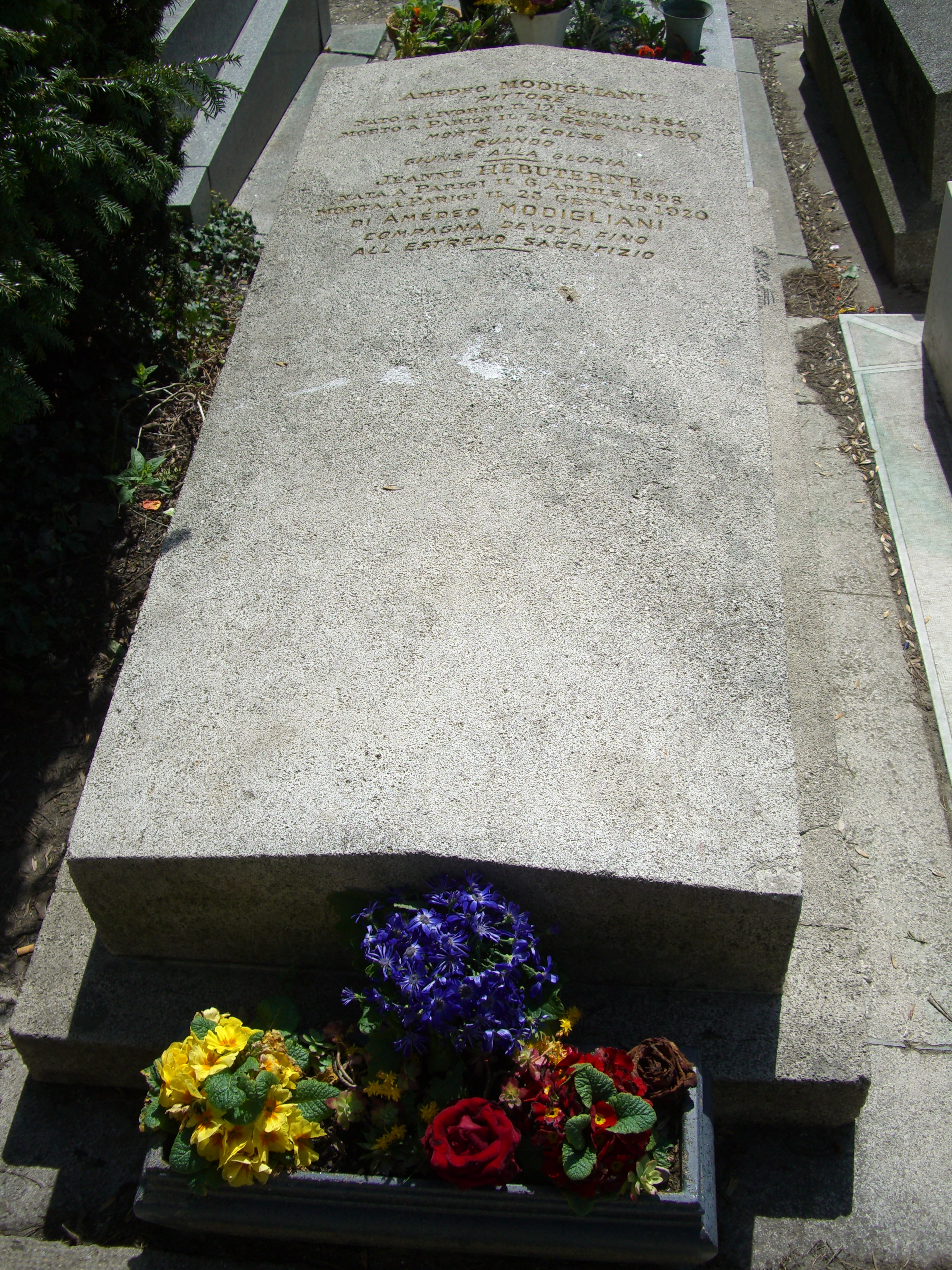
سنگ قبر آمادئو مودیلیانی و ژن ایبوترن در پرلاشز

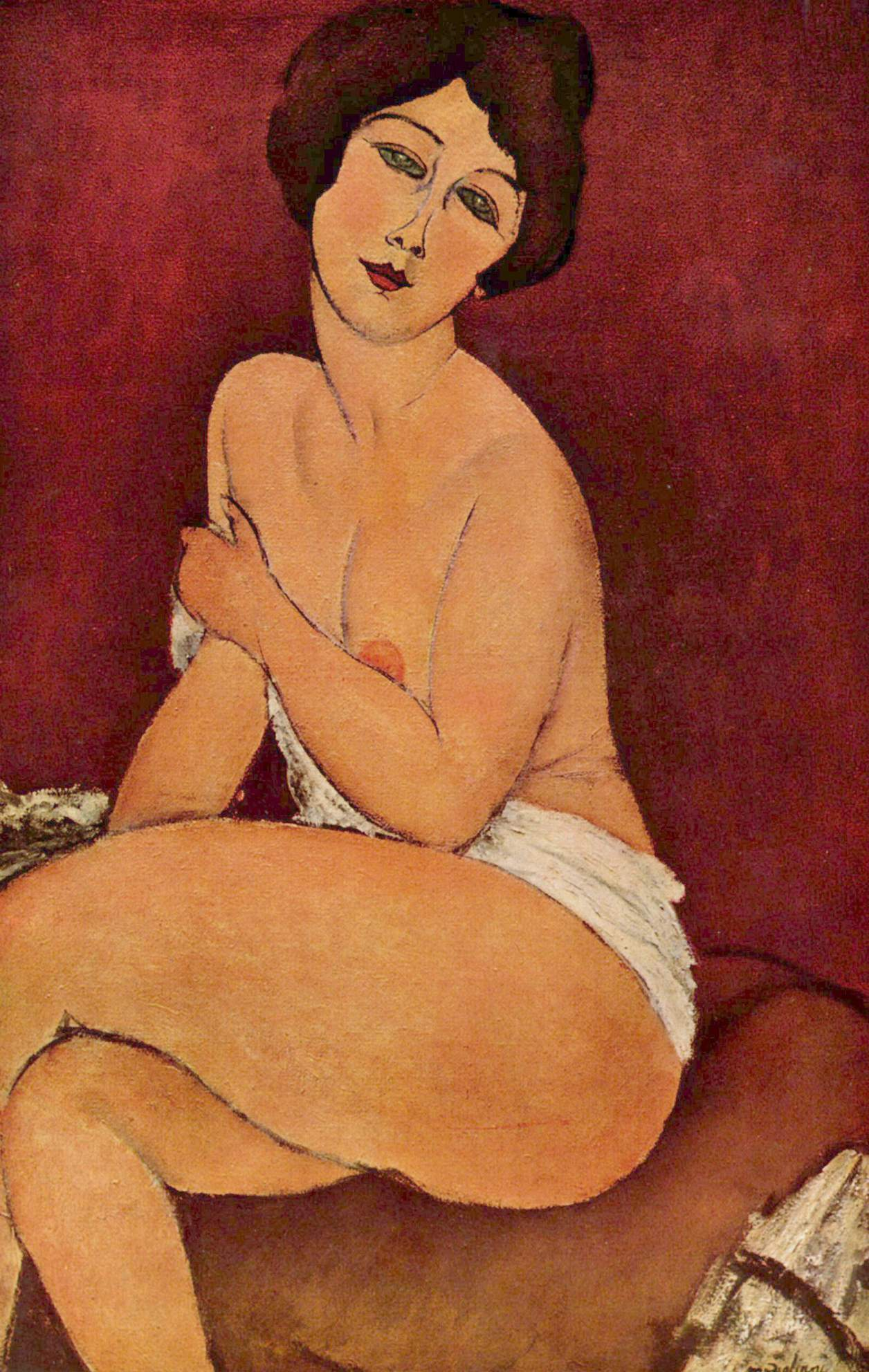
برهنه نشسته بر نیمکت، ۱۹۱۷

در ۱۹۲۰ همسایه طبقه پایین مودیلیانی متوجه سکوت چند روزه خانواده شد. او سری به خانه زد و آمادئو را در حالی یافت که در بستر و در آغوش ژان هذیان می‌گوید. در موقع ژان تقریباً ۹ ماهه باردار بود. کار زیادی از دست پزشکان برنمی‌آمد زیرا مودیلیانی آخرین مرحله از بیماریش را تجربه می‌کرد؛ او از سل مننژیتی در حال مرگ بود. مودیلیانی در ۲۴ ژانویه ۱۹۲۰ درحالی‌که ۳۵ سال داشت جان سپرد. مراسم تشییع عظیمی برگزار شد که بسیاری از افراد جوامع هنری مونمارتر و مونپارناس در آن حضور پیدا کردند. ژان را به خانه والدینش برگرداند، ژان که از مرگ آمادئو تسلی نمی‌یافت خود را از پنجره طبقه پنجم به پایین پرتاب کرد. به این ترتیب ژان و فرزند متولد نشده‌اش هر دو کشته شدند. مودلیانی در گورستان پر-لاشز در پاریس به خاک سپرده شد و ژان را در گورستان بانیو در نزدیکی پاریس دفن کردند. در ۱۹۳۰ خانواده ژان به سختی رضایت دادند تا جسد ژان به قبری کنار قبر مودیلیانی منتقل شود. یک سنگ هر دو گور را می‌پوشاند. روی این سنگ قبر به یاد مودیلیانی نوشته شده‌است: «قربانی مرگ در اوج درخشش». در اشاره به ژان هم نوشته شده: «همدمی وفادار تا بالاترین حد فداکاری».
مودیلیانی بی‌پول و مفلس از دنیا رفت. او در طول زندگیش تنها یک نمایشگاه برگزار کرد، پیش می‌آمد که او آثارش را در رستوران با یک وعده غذا مبادله کند. اما بعد از مرگ، شهرت او به اوج رسید و ۹ رمان، یک نمایشنامه، یک فیلم مستند، یک فیلم سینمایی و سه برنامه تلویزیونی به یاد او تولید شد. در ۲۰۱۰ یکی از تابلوهای پیکره برهنه او که بخشی از برهنه نگاری‌های او در ۱۹۱۷ بود در یک حراجی در نیویورک، رکورد قیمت آثار مودیلیانی را شکست. این تابلو به قیمت ۶۸٫۹ میلیون دلار به فروش رفت. رکورد قبلی متعلق به تابلوی زنی با کلاه بود. این تابلو که یکی از نخستین پرتره‌هایی است که مودیلیانی از ژان کشیده بود، به قیمت ۱۹٫۱ میلیون دلار فروخته شده بود.
اندی موشیاتی کارگردان آرژانتینی برای طراحی شخصیت خیالی فیلم خود معروف به «ماما» از روی یکی از نقاشی‌های مودیلیانی الهام گرفته‌است.

## میراث

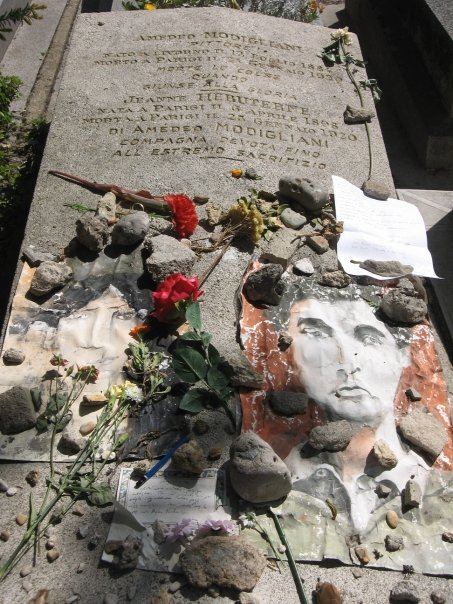
سنگ قبر آمادئو کلمنته مودیلیانی

مودیلیانی تحت تأثیر فرم‌های کشیده مجسمه‌سازی آفریقایی و انسانگرایی آشکار نقاشان دوران رنسانس بود. در دوران پررونق ایسم‌ها -کوبیسم، فوتوریسم، دادائیسم، سورئالیسم- مودیلیانی نپذیرفت که در هیچ‌یک از این عناوین سفت و سختِ تعریف‌کننده طبقه‌بندی شود. او غیرقابل طبقه‌بندی بود و سختگیرانه بر تفاوتش پای می‌فشرد. او نقاشی نبود که با نیت اعلام خشم یا تلاش برای غافلگیر کردن مخاطب قلم بر بوم بگذارد. تلاش او به سادگی، بیان چیزی بود که می‌دید. طی سالیان همواره علاقه به آثار مودیلیانی در میان کلکسیون‌داران بیشتر از منتقدان بوده‌است. شاید به این خاطر که برای مودیلیانی اهمیتی نداشت که در جهان هنر پیشرو آغاز سده بیستم، برای خود علمی برپا کند. شاید او به درستی اعتقاد ژان کوکتو باور داشت؛ «به آوانگاردها توجه نکنید».
ژان کوچک، مدتی پس از مرگ پدر و مادر نزد والدین مادرش ماند اما در نهایت این عمه‌اش بود که سرپرستی او را به عهده گرفت و ژان را با خود به فلورانس برد.
وقتی ژان بزرگ شد زندگی‌نامه پدرش را با عنوان: مودیلیانی، انسان و اسطوره نوشت.

## نگارخانه

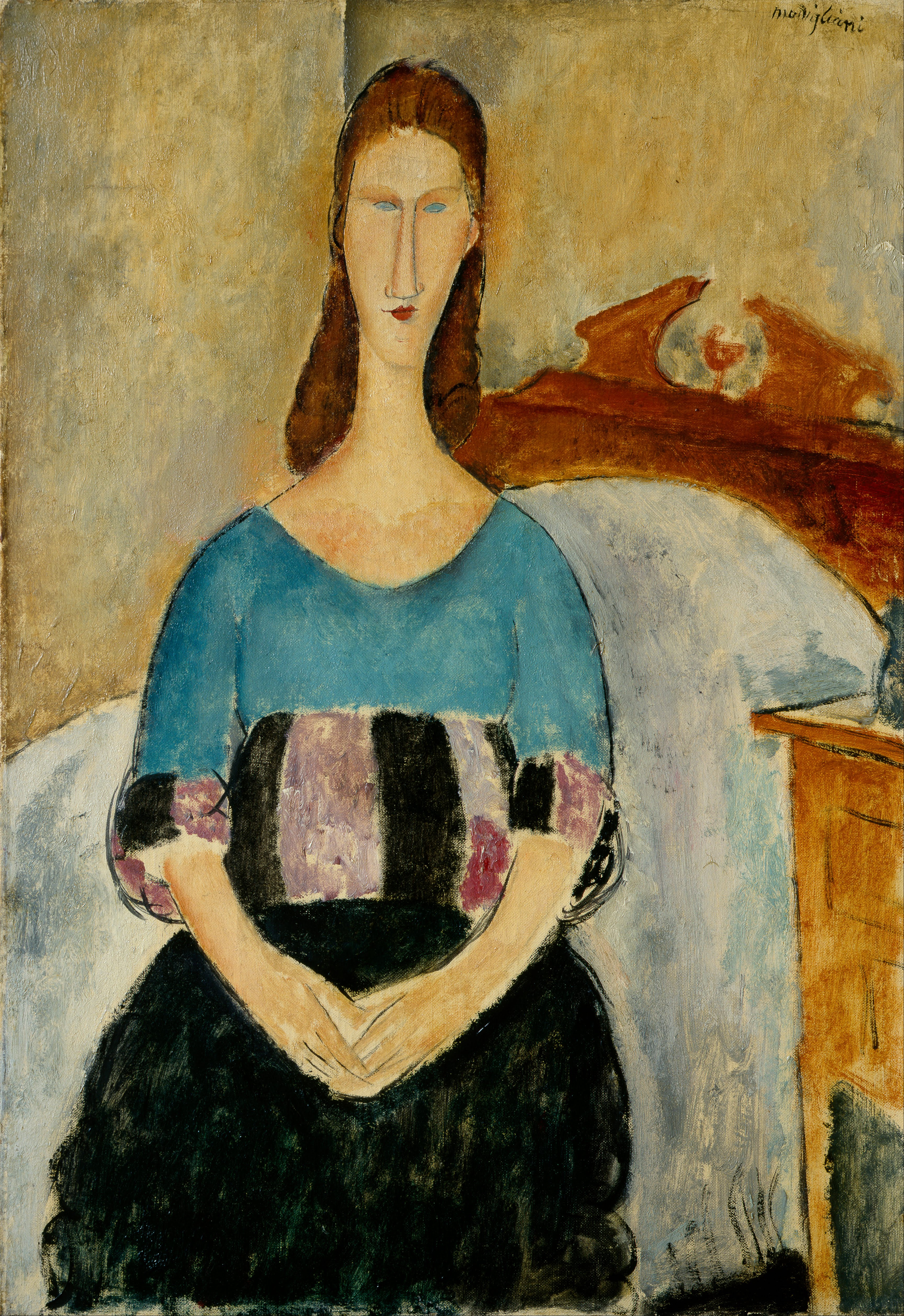
پرترهٔ ژن ایبوترن، نشسته ۱۹۱۸ م. موزه اسرائیل
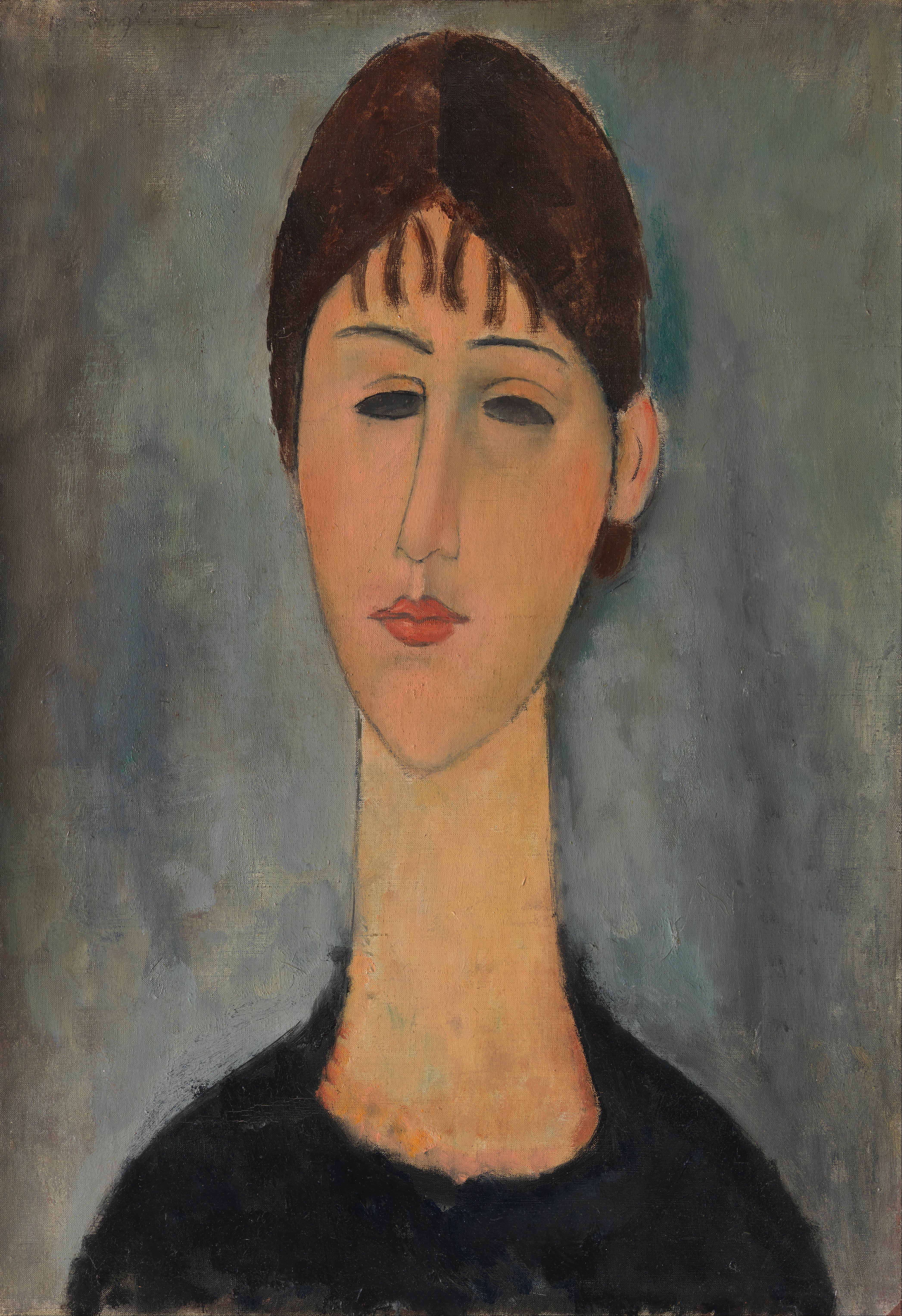
پُرترهٔ دختر جوان ۱۹۱۸ م. گالری ملی نروژ
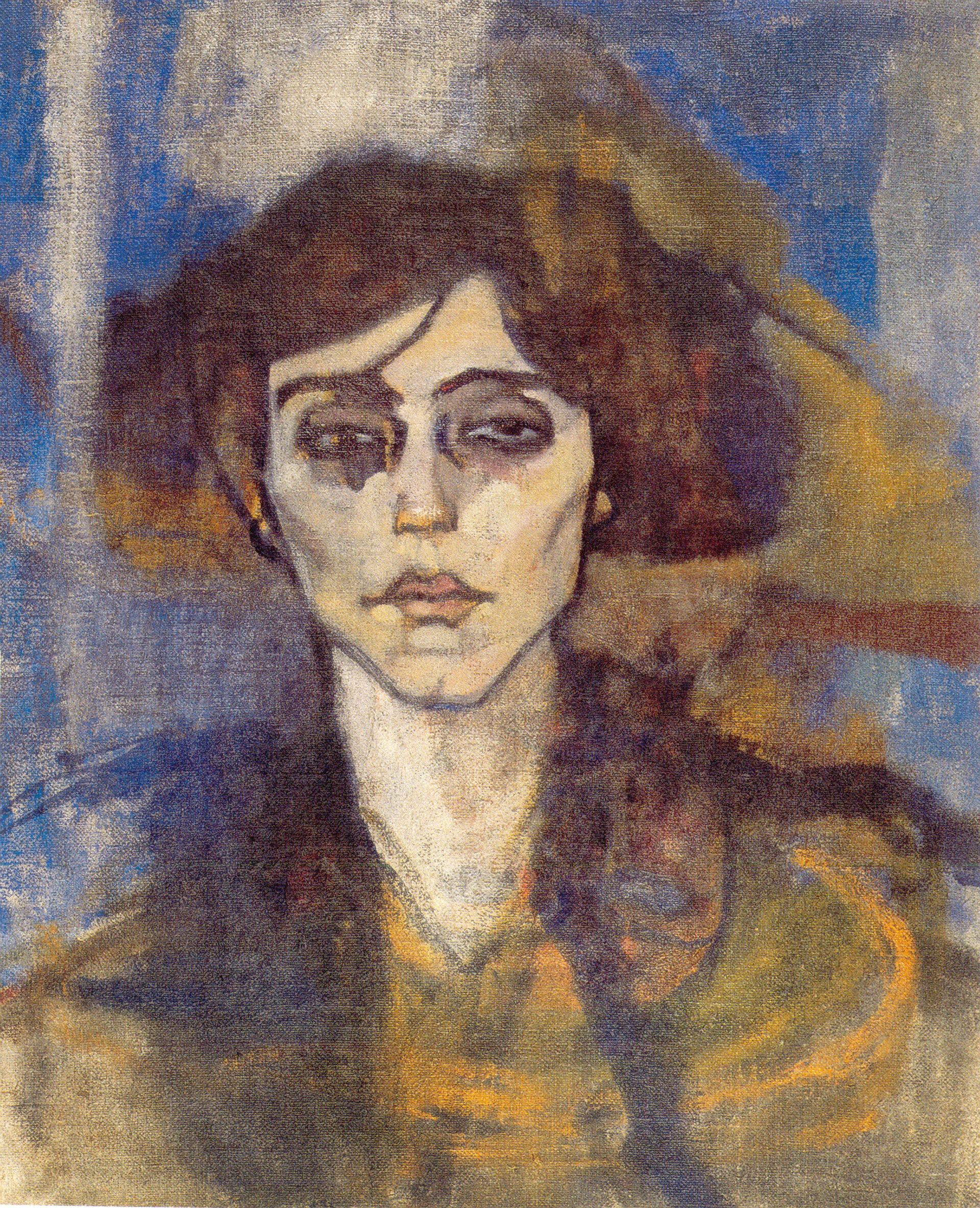
Portrait of Maude Abrantes, 1907
Paul Guillaume, Novo Pilota, 1915
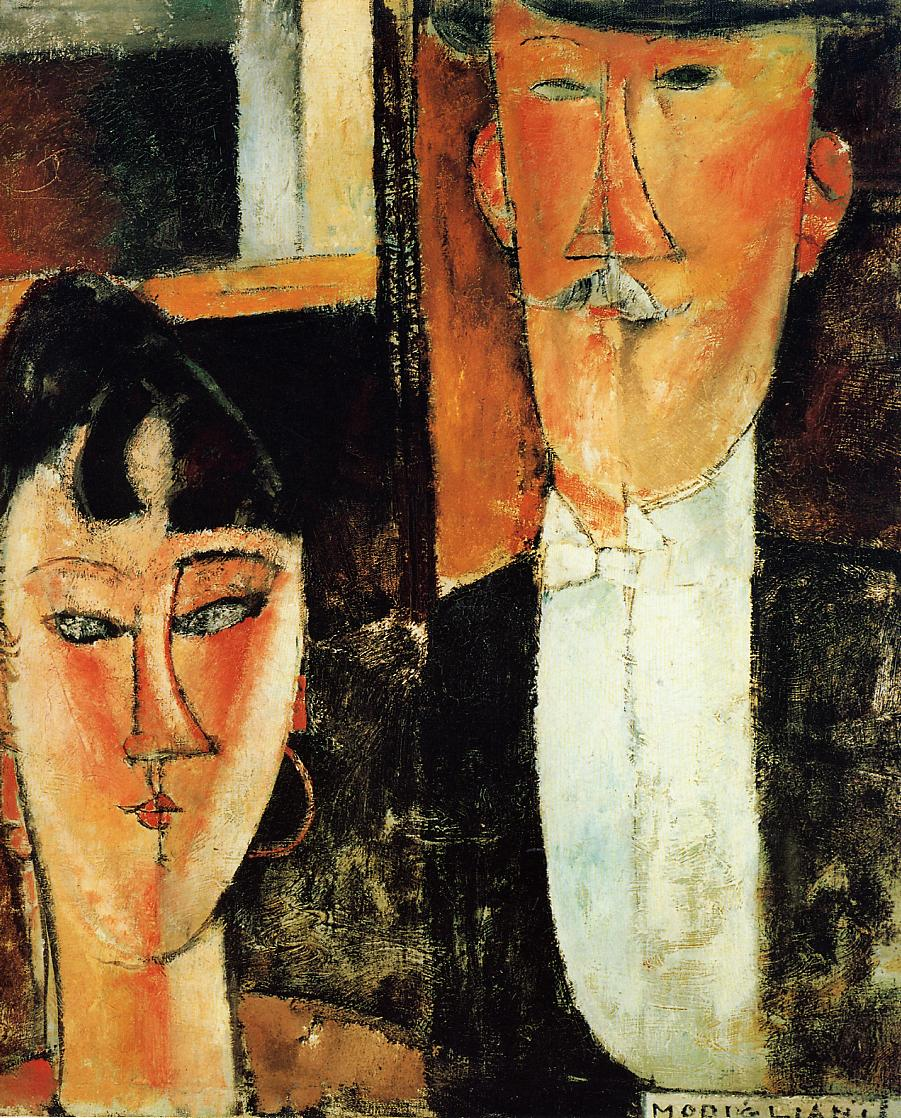
Bride and Groom, 1915
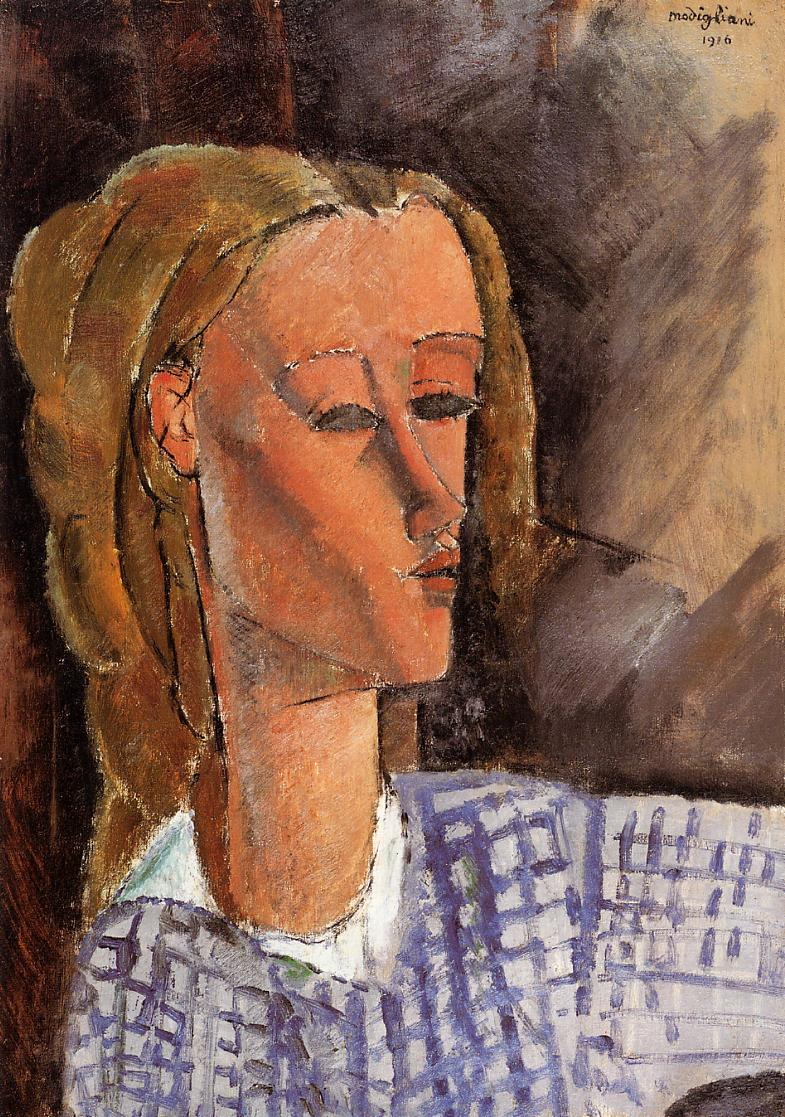
Portrait of Beatrice Hastings, 1916
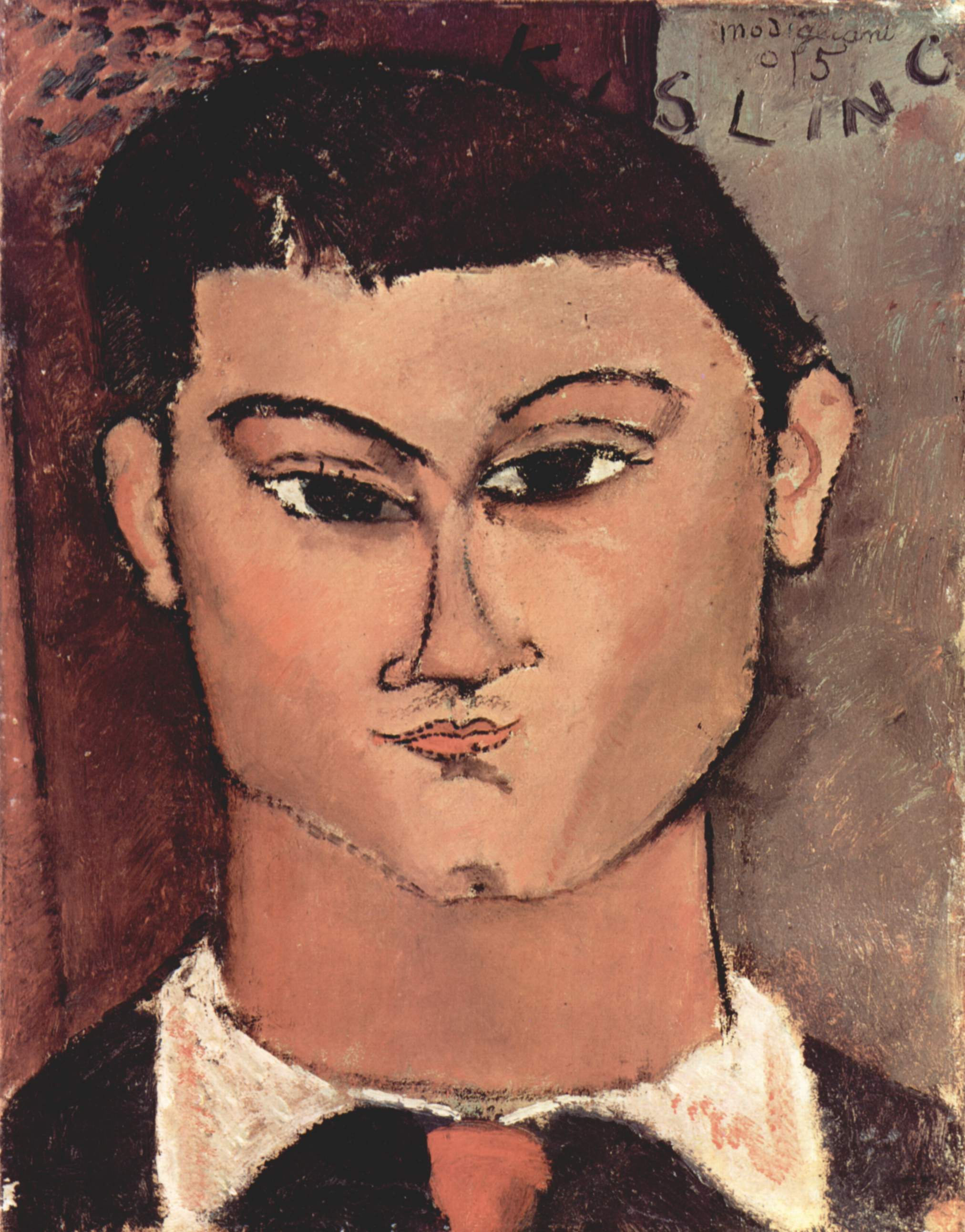
پرتره موییس کیسلینگ، ۱۹۱۵
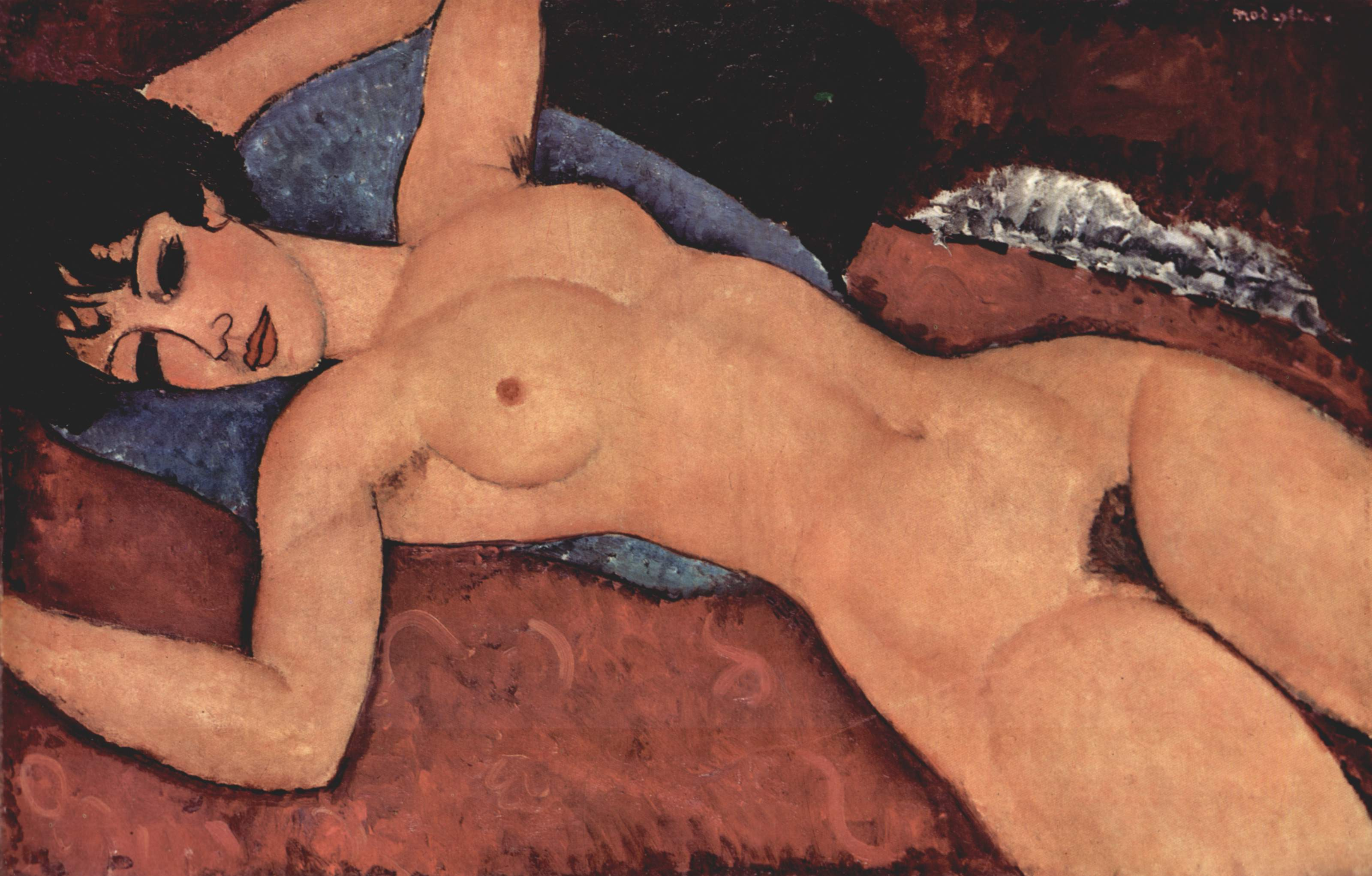
برهنهٔ لمیده، ۱۹۱۷
برهنه بر روی پُشتی آبی، ۱۹۱۷
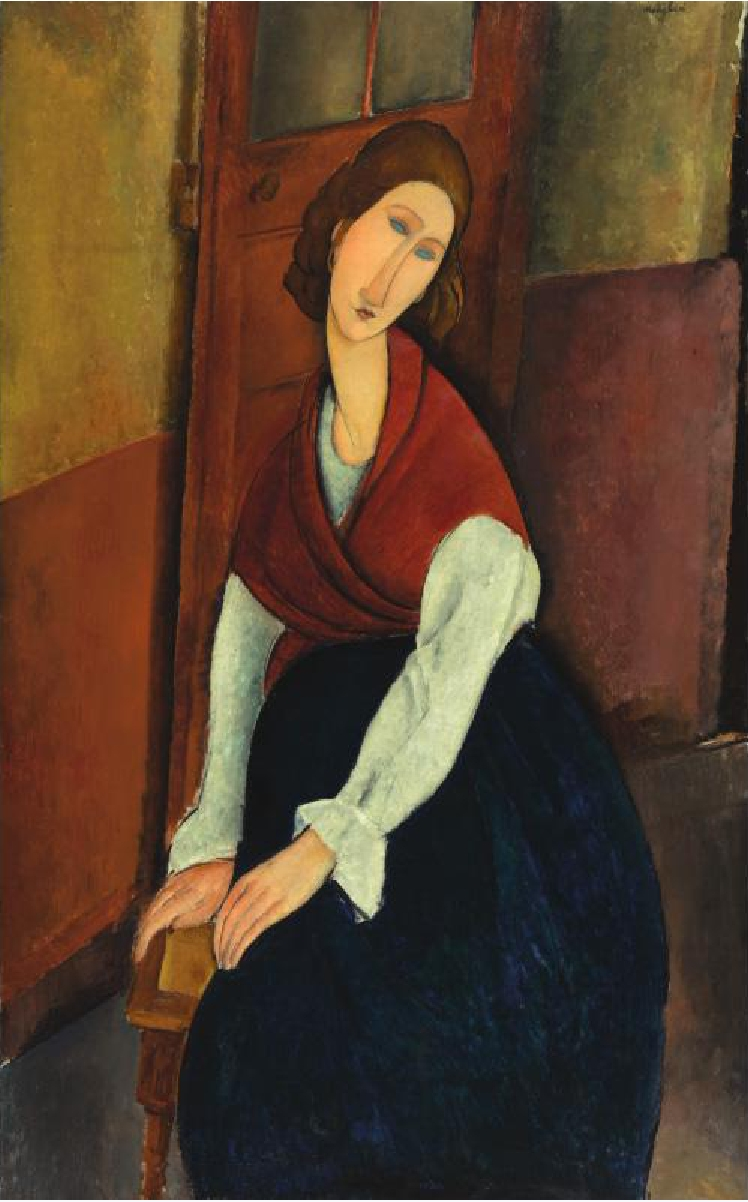
Jeanne Hébuterne in Red Shawl, 1917
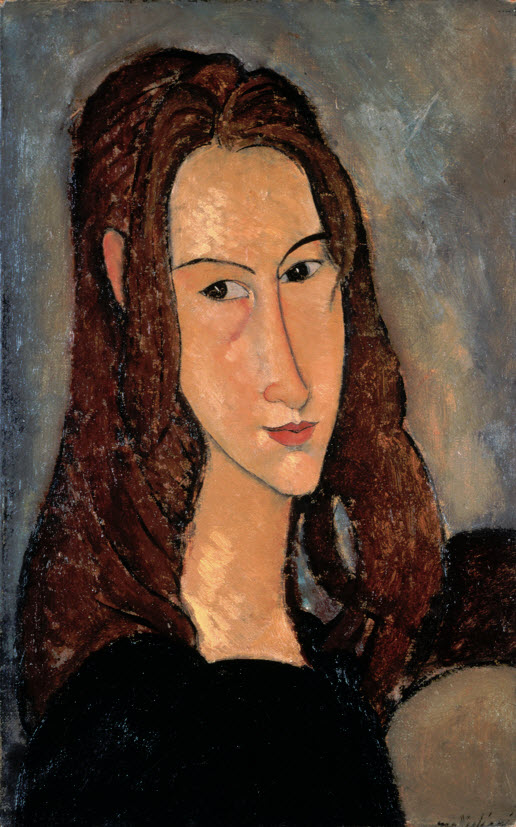
Portrait of ژن ایبوترن، ۱۹۱۸
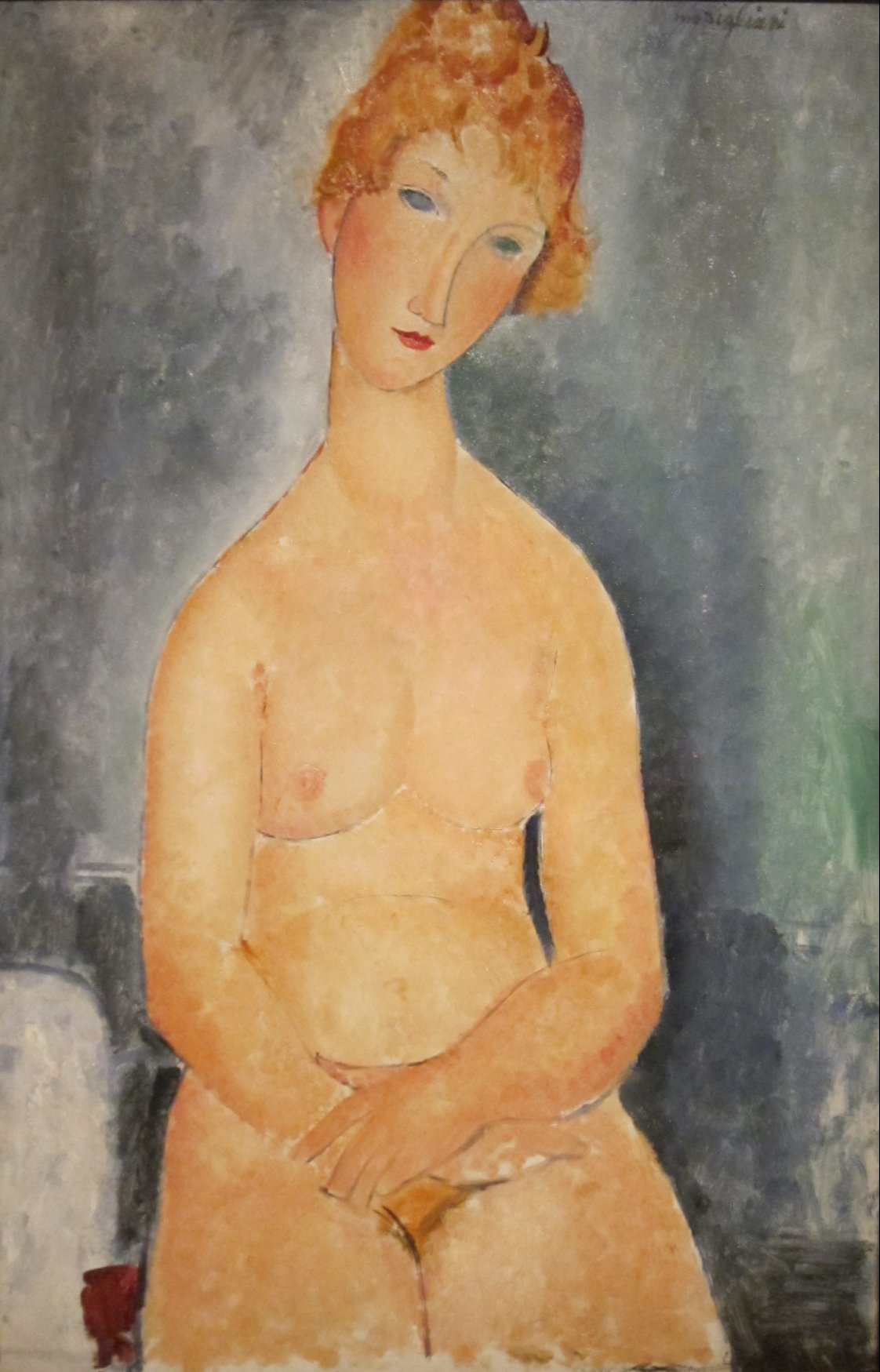
Seated Nude, 1918, Honolulu Academy of Arts
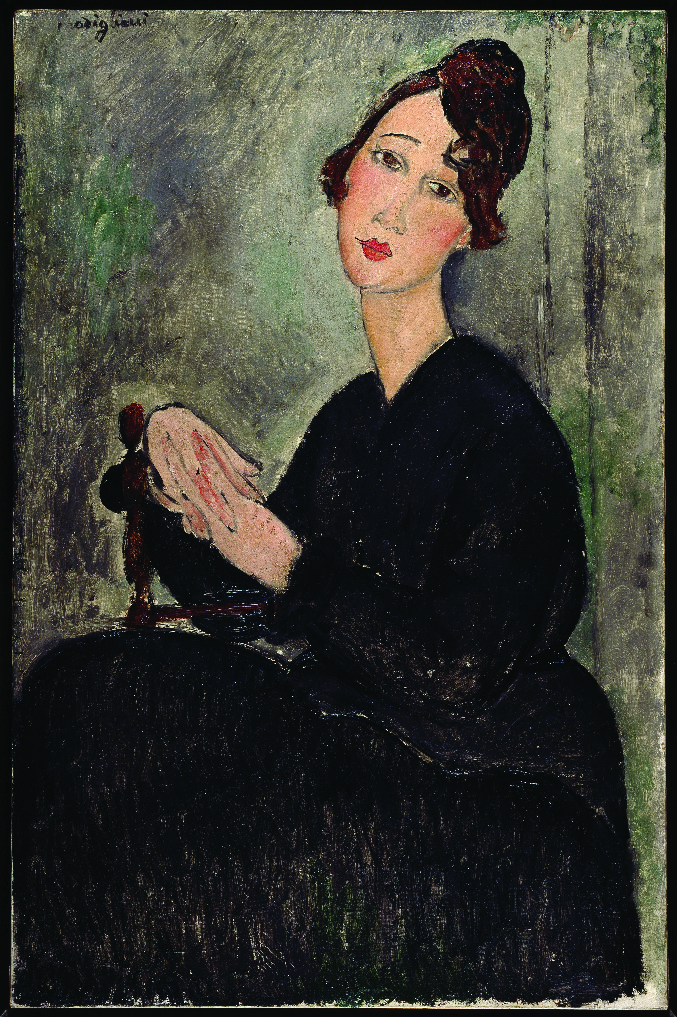
Dedie Hayden, 1918, مرکز ملی هنر و فرهنگ ژرژ پمپیدو
زن کولی و بچه‌اش، ۱۹۱۹ نگارخانه ملی هنر آمریکا
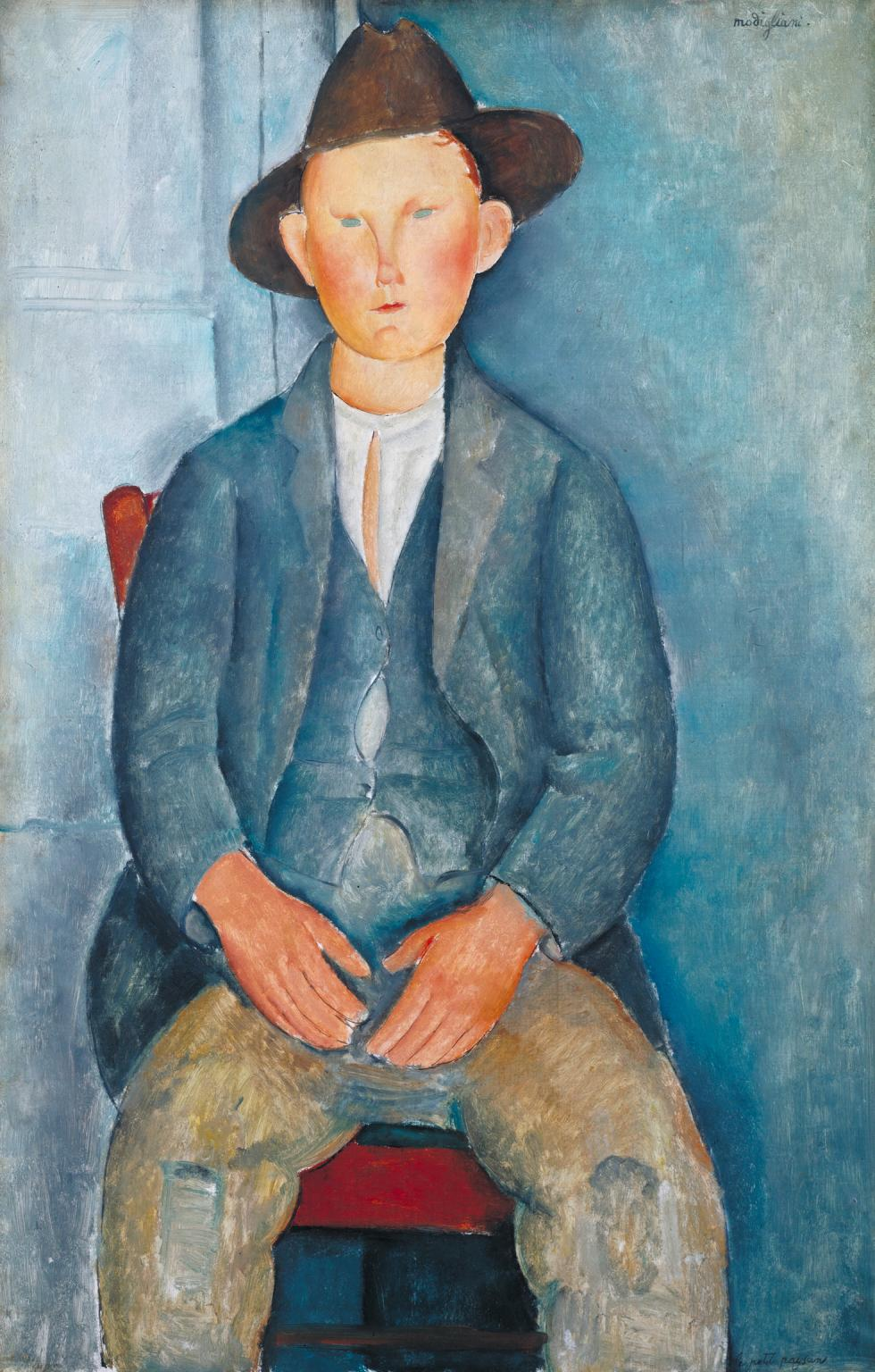
The little peasant, 1918, تیت مدرن، London
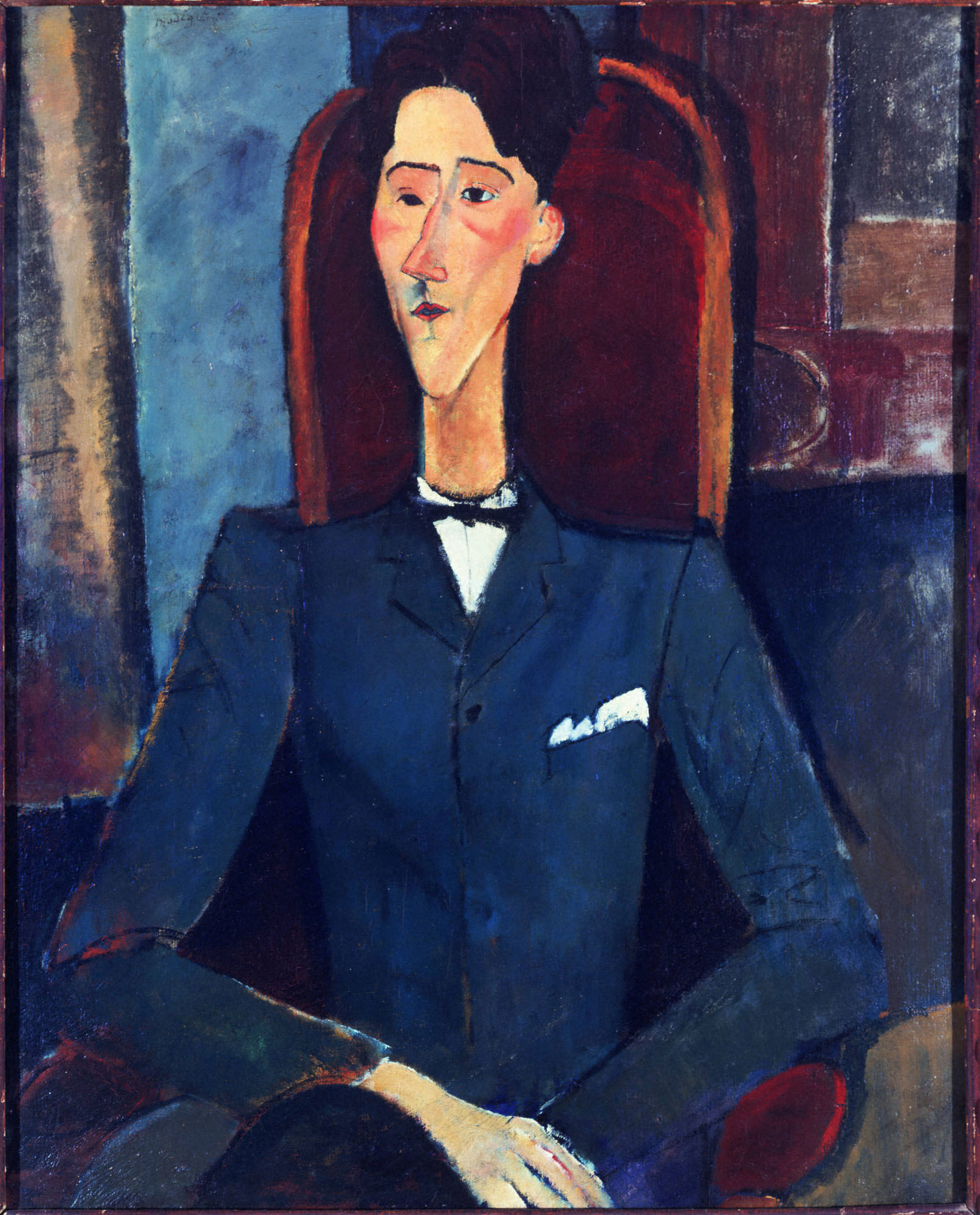
ژان کوکتو, ۱۹۱۶، موزه هنر دانشگاه پرینستون